# Hyttsjön (Kimstads socken, Östergötland)
Hyttsjön är en sjö i Norrköpings kommun i Östergötland och ingår i Motala ströms huvudavrinningsområde.